# سفتوبیپرول
سفتوبیپرول(به انگلیسی: Ceftobiprole) یک آنتی بیوتیک سفالوسپورینی جدید نسل پنجم است  که برای درمان ذات الریه استفاده می‌شود. این دارو در انگلستان، آلمان، سوئیس و اتریش با نام تجاری Zevtera و در فرانسه و ایتالیا با نام تجاری Mabelio به بازار عرضه می‌شود. مانند سایر سفالوسپورین‌ها، سفتوبیپرول با اتصال به پروتئین‌های مهم متصل شونده به پنی سیلین(PBP) و مهار فعالیت ترانسپپتیداز آن‌ها، که برای سنتز دیواره‌های سلول باکتریایی ضروری است، فعالیت ضد باکتریایی خود را انجام می‌دهد.

## مترادف‌ها
- RO0639141-000 [۴]
- BAL9141 [۵]
- سفتوبیپرول مدوکاریل